# Илия (Шумилевич)
Илия Шумилевич (ум. 1786) — архимандрит Тобольского Знаменского монастыря Русской православной церкви; ректор Тобольской духовной семинарии.

## Биография
Родился в селе Ярославки, Каменьского повята в Польше в семье крестьянина. Образование получил в Киевской духовной академии. 

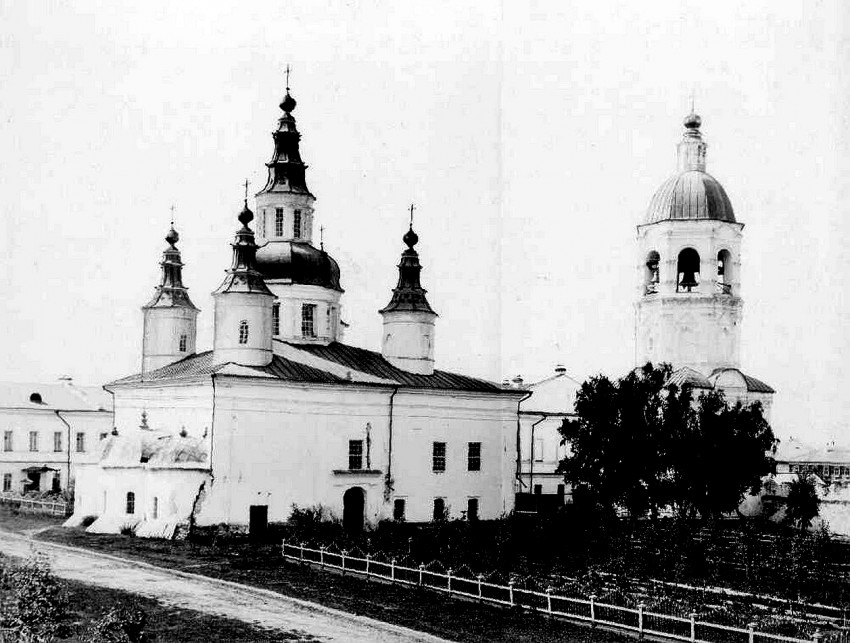
Знаменский монастырь
(разрушен большевиками)

С 1764 по 1773 год Илия Шумилевич состоял проповедником в Киево-Братском Богоявленском монастыре. 
В 1773 году, по рекомендации петербургского митрополита Гавриила, как человек ученый, Илия Шумилевич был назначен настоятелем Тобольского Знаменского монастыря и ректором Тобольской духовной семинарии. Тотчас же по прибытии в Тобольск отец Илия был произведен в архимандриты (27 октября 1773 года), определен присутствующим в местную консисторию и был в ней единственным представителем чёрного духовенства. 
В 1784 году, по собственному прошению, уволен от всех должностей с оставлением в Тобольском Знаменском монастыре на пенсии в 150 рублей в год.
Илия Шумилевич умер 30 марта 1786 года.